# Cristian Rivera Hernández
Cristian Rivera Hernández (Gijón, Astúries, 9 de juliol de 1997) és un futbolista professional asturià que juga com a migcampista.

## Carrera de club
Rivera es va formar al planter de l'Sporting de Gijón. El juliol de 2013 va estar a punt de fitxar per l'Atlètic de Madrid, però el traspàs fou bloquejat per la directiva de l'Sporting, que el va mantenir a l'equip Juvenil; malgrat tot, el 2 de setembre de l'any següent va marxar al Reial Oviedo.
Va jugar inicialment amb l'equip B a Tercera Divisió, i fou convocat amb el primer equip el maig de 2015. Va debutar-hi a la 16a ronda, jugant com a titular en una derrota per 2–3 a fora contra el Coruxo FC en un partit de Segona Divisió B.
Rivera va debutar com a professional el 4 d'octubre de 2015, entrant com a substitut a la mitja part, per Diego Aguirre en un empat 1–1 a casa contra el RCD Mallorca, en partit de Segona Divisió. Tretze dies més tard va marcar el seu primer gol a la categoria, el darrer del seu equip en una victòria per 3–2 a casa contra l'AD Alcorcón.
L'1 de juliol de 2016, Rivera va signar contracte de tres anys amb la SD Eibar de primera divisió. Va debutar a la categoria el 19 d'agost, com a titular, en una derrota a fora per 1–2 contra el Deportivo de La Coruña.
L'11 de gener de 2018, Rivera fou cedit al FC Barcelona B, de segona divisió, fins a final de temporada, amb opció a compra. Va debutar pocs dies després, en partit de lliga contra el CD Tenerife que acabà en victòria a fora per 1-3.
Va fitxar per la UD Las Palmas el 31 de juliol, amb un contracte per quatre anys.
El 25 d'octubre de 2018, Rivera va anar cedit a la SD Huesca fins a final de la temporada, per substituir el lesionat Luisinho. El següent 2 des setembre, després que l'equip baixés de categoria, fou cedit al CD Leganés.
El 31 de gener de 2020, la cessió amb el Lega va acabar, i va anar llavors cedit al Girona FC fins al juny. Després de tornar a Las Palmas i fou assignat al primer equip, però sota un ERTO; el club posteriorment va revocar la decisió.

## Palmarès
- Segona Divisió B: 2014–15